# Kirill Levnikov
Kirill Nikolajevitsj Levnikov (Russisch: Кирилл Николаевич Левников) (Leningrad, 11 februari 1984) is een Russisch voetbalscheidsrechter. Hij is in dienst van FIFA en UEFA sinds 2016.
Op 30 juni 2016 debuteerde Levnikov in Europees verband tijdens een wedstrijd tussen AIK Fotboll en Bala Town FC in de voorronde van de UEFA Europa League. De wedstrijd eindigde op 2–0 en Lapochkin gaf één speler een gele kaart.
Zijn eerste interland floot hij op 12 juni 2017 toen Letland met 1–2 won van Estland.

## Interlands
| Datum        | Plaats        | Wedstrijd         | Uitslag | Competitie        | Kreeg geel | Kreeg voor de tweede keer geel en dus rood | Weggestuurd |
| ------------ | ------------- | ----------------- | ------- | ----------------- | ---------- | ------------------------------------------ | ----------- |
| 12 juni 2017 | Riga, Letland | Letland – Estland | 1 – 2   | Vriendschappelijk | 3          | 0                                          | 0           |